# Blaesoxipha quaesita
Blaesoxipha quaesita är en tvåvingeart som först beskrevs av Hall 1937.  Blaesoxipha quaesita ingår i släktet Blaesoxipha och familjen köttflugor. Inga underarter finns listade i Catalogue of Life.